# Triforídeos
Triforídeos (Triphoridae) são uma família de pequenos moluscos gastrópodes marinhos que se alimentam de Porifera, classificada por John Edward Gray, em 1847, e pertencente à subclasse Caenogastropoda. Suas espécies abrangem indivíduos com conchas de espirais sinistrogiras (enroladas à esquerda) ou normalmente dextrais (enroladas à direita), como na maioria dos caramujos. Possuem habitat bastante diversificado, da zona entremarés e zona nerítica até a zona batipelágica, com sua distribuição geográfica por toda a Terra.

## Descrição
Compreende, em sua totalidade, caramujos ou búzios de conchas fusiformes, cônicas e com espiral geralmente alta; normalmente muito pequenas, com poucas atingindo tamanhos superiores a um centímetro de comprimento; cobertas com um relevo muito esculpido, em sua maioria, geralmente de anéis espirais cobertos por pequenas calosidades. Sua abertura é subcircular, com lábio externo fino, possui columela curta e também apresenta um canal sifonal mais ou menos destacado e curvo, porém curto. Suas cores podem ir do branco ao castanho e chegar até ao cor-de-rosa. O corpo do animal tem um pé estreito, e sua cabeça, distinta, tem tentáculos longos. O opérculo é córneo, com poucas voltas espirais e com núcleo quase central. A morfologia da protoconcha é crucial para a classificação adequada das espécies na família Triphoridae.

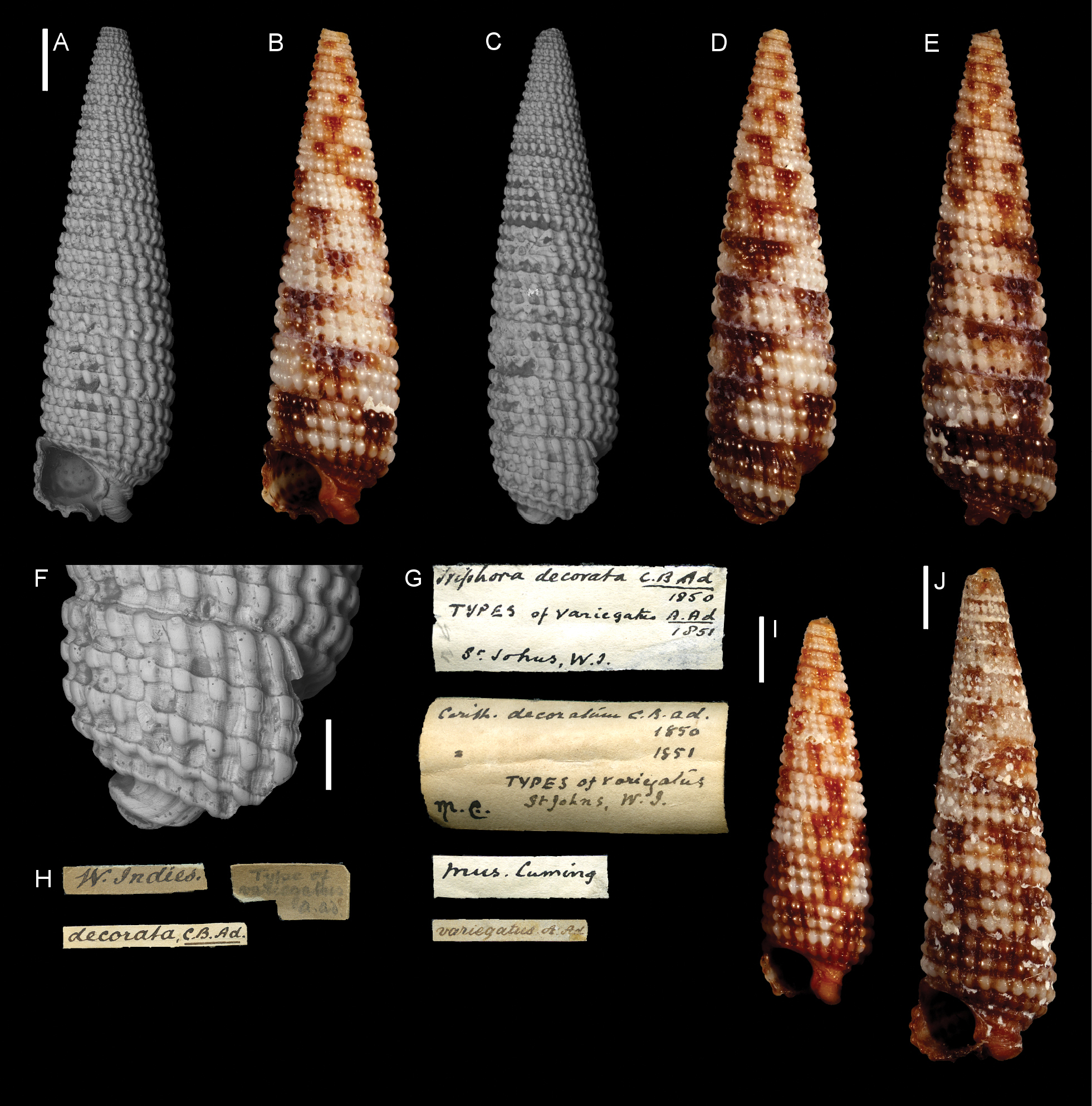
Triphoridae da espécie Nototriphora decorata (C. B. Adams, 1850)[13] na coleção do Museu de História Natural de Londres, Inglaterra.

## Classificação deTriphoridae
De acordo com o World Register of Marine Species, suprimidos os sinônimos e gêneros extintos.
Aclophora Laseron, 1958
Aclophoropsis B. A. Marshall, 1983
Bouchetriphora B. A. Marshall, 1983
Cautor Finlay, 1926
Cheirodonta B. A. Marshall, 1983
Coriophora Laseron, 1958
Cosmotriphora Olsson & Harbison, 1953
Costatophora B. A. Marshall, 1994
Differoforis Kosuge, 2008
Euthymella Thiele, 1929
Eutriphora Cotton & Godfrey, 1931
Hedleytriphora B. A. Marshall, 1983
Hypotriphora Cotton & Godfrey, 1931
Inella Bayle, 1879
Iniforis Jousseaume, 1884
Ionthoglossa Vinola-Lopez & Bouchet, 2020
Isotriphora Cotton & Godfrey, 1931
Latitriphora B. A. Marshall, 1983
Liniphora Laseron, 1958
Litharium Dall, 1924
Magnosinister Laseron, 1954
Marshallora Bouchet, 1985
Mastonia Hinds, 1843
Mastoniaeforis Jousseaume, 1884
Metaxia Monterosato, 1884
Monophorus Grillo, 1877
Nanaphora Laseron, 1958
Nototriphora B. A. Marshall, 1983
Obesula Jousseaume, 1897
Opimaphora Laseron, 1958
Sagenotriphora B. A. Marshall, 1983
Seilarex Iredale, 1924
Similiphora Bouchet, 1985
Strobiligera Dall, 1924
Subulophora Laseron, 1958
Sychar Hinds, 1843
Talophora Gründel, 1975
Teretriphora Finlay, 1926
Triphora Blainville, 1828
Viriola Jousseaume, 1884
Viriolopsis B. A. Marshall, 1983